# Eugène Bridoux
Eugène Marie Louis Bridoux (25 de junio de 1888 - 6 de junio de 1955) fue un general francés. Se desempeñó como Secretario de Estado para la Guerra, más tarde Secretario de Estado para la Defensa, bajo la Francia de Vichy durante la Segunda Guerra Mundial.

## Biografía
Nació el 25 de junio de 1888 en el suburbio de Doulon, en Nantes. Se graduó en la Escuela Especial Militar de Saint-Cyr.
- Datos: Q3060019